# Kanton Champdeniers-Saint-Denis
Kanton Champdeniers-Saint-Denis (fr. Canton de Champdeniers-Saint-Denis) je francouzský kanton v departementu Deux-Sèvres v regionu Poitou-Charentes. Skládá se z devíti obcí.

## Obce kantonu
- Champdeniers-Saint-Denis
- Cours
- Germond-Rouvre
- La Chapelle-Bâton
- Pamplie
- Saint-Christophe-sur-Roc
- Sainte-Ouenne
- Surin
- Xaintray